# فاتح تريم
فاتح تريم (بالتركية: Fatih Terim)‏، (من مواليد 4 سبتمبر 1953م)، حامل «وسام نجمة التضامن الإيطالي» (بالإيطالية: Commendatore OSSI - Ordine della Stella della Solidarietà Italiana)‏، و«وسام الدولة للخدمة المتميزة» (بالتركية: Türkiye Cumhuriyeti Devlet Üstün Hizmet Madalyası)‏ التركي.
مدير كرة القدم في الاتحاد التركي ولاعب سابق، ومدير نادي غلطة سراي ثلاث مرات سابقة.
أدار تريم العديد من الأندية في إيطاليا وتركيا، وكذلك أدار الفريق الوطني التركي لكرة القدم، وكان آخرها من عام 2013م إلى 2017م.
في دراسة استقصائية أجراها الاتحاد الدولي لتاريخ وإحصاءات كرة القدم (IFFHS) في 80 دولة، تم تعيينه بين أفضل ثمانية مدراء كرة قدم في العالم، وحصل على جائزته في حفل أقيم في روتنبورغ، ألمانيا، في 8 يناير 2001م.
ترشح تريم مديراً للاتحاد الأوروبي لكرة القدم (UEFA) عام 2008م، وعينه تليفزيون يوروسبورت (Eurosport) كأفضل مدرب في بطولة أمم أوروبا 2008 (UEFA Euro 2008). في ديسمبر 2008م، حصل على المرتبة السابعة كأفضل مدير كرة قدم في العالم من قبل مجلة مجلة وورد سوكر (World Soccer Magazine) لعام 2008. لقبه التركي هو "İmparator"، ولقبه الإيطالي هو "Imperatore". كلا الاسمين يعني «الإمبراطور».

## المعلومات الشخصية
الاسم الكامل: فاتح تيريم
تاريخ الولادة 4 سبتمبر 1953 (1953/09/04) (60 سنة) 
مكان الولادة أضنة، تركيا 
الطول 1.72 متر (5 قدم 7 +1 / 2 إنش) 
لعب موقف إدارة (المدافع السابق)
- الأندية الاحترافية

1974-1985 غلطة سراي التركي
- المنتخب الوطني

1971 تركيا تحت 19 
1973-1975 تركيا 
1975-1985 تركيا
- تدريب الاندية:

1987-1989 MKE أنقرة غوجو 
1989-1990 Göztepe 
1990-1993 تركيا يو 21 
تركيا 1993-1996 
1996-2000 غلطة سراي 
2000-2001 فيورنتينا 
2001 ميلان الإيطالي 
2002-2004 غلطة سراي
تركيا 2005-2009
2010-2013 غلطة سراي
منتخب تركيا 2014-إلى الآن

## حياته
فاتح تيريم، (ولد في 4 سبتمبر 1953 في أضنة) هي واحدة من أنجح اللاعبين لكرة القدم ومديري تركيا. تيريم يعتبر الدافع الخط الثابت الذي لا معنى له النهج شحذت خلال 11 عاما بوصفه مدافعا صلبا مع غلطة سراي. اسمه المستعار هو İmparator، والتي هي الكلمة التركية من أجل «الإمبراطور». هذا هو اسمك المستعار كما يستخدم على نطاق واسع في إيطاليا في إشارته.
كما يعتبر اغني رجال في تركيا متزوجه ابنة رجل أعمال نجاح احمد يلمز عام 1976 و
لديه منها اربع أطفال
في مسح أجراه الاتحاد الدولي لتاريخ وإحصائيات كرة القدم (IFFHS) في 80 بلدا، وضعت فاتح تيريم بين أفضل ثمانية مديرين في العالم. حصل على الجائزة في حفل اقيم في روتنبورغ، وألمانيا في 8 يناير، 2001.
تيريم كان مرشحا ليكون عين مديرا لكرة القدم لعام 2008. إيوروسبورت تيريم عين مدربا للمنتخب أفضل في كأس الأمم الأوروبية 2008 في ديسمبر 2008، كان في المرتبة تيريم في 7 أفضل مدير كرة القدم في العالم من قبل مجلة العالم لكرة القدم.
على الرغم من سجله الناجح كمدير لتركيا في كأس الأمم الأوروبية 2008، تيريم استقال من منصبه في أكتوبر 2009 بعد فشل المنتخب الوطني التركي في التصفيات المؤهلة لنهائيات كأس العالم عام 2010.

## مسيرته التدريبية
بعد اعتزاله كرة القدم تدريبه المهني الأولي جاءت من يوب Derwall بينما كانوا على غلطة سراي التركي. تيريم الذي بدأ مهنة التدريب عندما عين مدربا للMKE أنقرة غوجو. تولى تدريب فريق النادي لمدة 18 شهرا وانتقل بعد ذلك إلى المدرب Göztepe في ازمير التي استمرت سنة واحدة. انه ليس لديه أي نجاح ملموس مع هذه الفرق.
في عام 1990 تم تعيينه مساعدا لمدرب منتخب تركيا لسيب Piontek، حيث كان أيضا مدربا للفريق. بعد أن شغل منصب مساعد المدرب لمدة ثلاث سنوات، عين مدرب المنتخب الوطني التركي في عام 1993. وبعد ثلاث سنوات، قام الفريق الوطني التركي نجح في التصفيات المؤهلة لبطولة النهائي لنهائيات كأس الأمم الأوروبية '96للمرة الأولى في تاريخها تحت إدارته. على الرغم من أن المنتخب الوطني لم يؤدوا بشكل جيد في هذه البطولة (خسر جميع المباريات، وعدم التمكن من تسجيل هدف واحد)، والتأهل للبطولة كان لا يزال يعتبر انجازا كبيرا لكرة القدم التركية.
بعد نهائيات كأس الأمم الأوروبية عام 1996، فاتح تيريم وقع عقدا مع غلطة سراي التركي كورونا. تحت إدارته غلطة سراي فاز في بطولة الدوري التركي لمدة أربع سنوات متتالية، والإنجازات له التتويج من خلال الفوز بكأس الاتحاد الأوروبي عام 2000، مما يجعل من فاتح تيريم أنجح مدرب غلطة سراي التركي في تاريخها. للأسف رحيله سمح ميرسيا لوسيسكو ليتوج بطلا للكأس السوبر الأوروبي في عام 2000 لغلطة سراي التركي

## مسيرته الكروية
في عام 1969، تيريم لكرة القدم المحترف بدأ مشواره كلاعب مع صغار أضنة Demirspor. بسبب صعوبات مالية، وكان اللاعب الوحيد في المنتخب الذي كان يدفع سرا من قبل النادي في ذلك الوقت. وبعد ثلاث سنوات، أصبح كابتن الفريق. ويتذكر أول مباراة له مع شارة كابتن الفريق.
وقال «قبل المباراة، وأنا ابتهج زملائي، كنقيب القيام به، ونفد في هذا المجال. كما نظرت إلى الوراء في هذا المجال، لم يكن أحد ورائي. كنت بسرعة كبيرة بحيث لا يستطيع أحد أن يتبعني. كنت متشوقة للغاية.»
تيريم لعبت 6 سنوات مع اضنة Demirspor. كمهاجم وناجحة، وقال انه انضم إلى غلطة سراي كورونا في عام 1974. وكابتن الفريق، وقال انه لملء للمدافعين عن الجرحى وانتهى به الأمر في نهاية المطاف يلعب بشكل منتظم ككناسة / مدافع. تيريم لعب لمدة 11 عاما لنادي إسطنبول. ومع ذلك، خلال الفترة التي قضاها مع غلطة سراي، ان النادي لم يكن قادرا على الفوز في كأس البطولة في الدوري التركي. وقد توج تيريم إلى صفوف المنتخب الوطني التركي 51 مرة منذ عام 1974 حتى عام 1985، وكان كابتن المنتخب الوطني لمدة 35 مباراة دولية، وإنشاء سجل وطني لكلتا الفئتين في وقته. أنهى مسيرته الكروية في فريق غلطة سراي في عام 1985.
Gegic عبد الله، وهو مدرب كرة القدم الأسطوري مع بارتيزان بلغراد (يوغوسلافيا السابقة) وEskişehirspor (من تركيا)، وعرف تيريم من أيامه في مركز قلب الدفاع، ووصف تيريم بصفته مدافعا ذكي مع بيكنباور مثل الصفات. Gegic عزا تيريم النجاحات التي حققها كمدرب لفهمه فريدة من اللعبة التي وضعت خلال فترة وجوده كلاعب وسط مدافع

## مسيرته بالدوري الإيطالي
النجاح الذي حققه مع فريق غلطة سراي يؤدي تيريم إلى دوري الدرجة الأولى، التوقيع على عقد لمدة سنة واحدة مع فيورنتينا، وإيطاليا.
ان عدوانية وهجومية على غرار كرة القدم، وعلاقاته المتوترة مع رئيس النادي وصاحب الزئبقي فيتوريو Cecchi غوري التي تيريم المفضلة في اوساط مشجعي فيورنتينا. في فيورنتينا، تيريم كانت بداية هامة، بفوزه على آ سي ميلان (4-0)، وعقد ليوفنتوس بالتعادل 3-3 أمام مثيرة، والقضاء على ميلان 4-2 بركلات الكلي للوصول إلى المباراة النهائية لكأس إيطاليا. ومع ذلك، في منتصف موسم 2000-2001، تيريم أعلن أنه لن يمدد عقده مع النادي منذ Cecchi غوري لا تنوي القيام بالاستثمارات انه طلب. بعد إعلانه، أداء الفريق تراجع بشكل ملحوظ، واستمراره في اشتباكات مع رئيس النادي حثه على الاستقالة قبل نهاية الموسم. أسطورة كرة القدم الرومانية جورجي هاجي واشاد بعمله في فلورنسا، «وخلال خمسة أشهر التي بناها على الجانب الهائل في فيورنتينا. الاسم لي أجنبي آخر قادر على ذلك، فهو غير عادية -- انه يمكن ان مدرب أي طرف».
في صيف عام 2001، عين مدربا لميلان الإيطالي رفض عروضا من أندية أخرى مثل برشلونة ونادي ليفربول على الفور انه وقع روي كوستا وأوميت دافالا إلى النادي. انه تحول لاعب ميلانو الإيطالي النظام، واللعب مع نظام مشابه جدا لأسلوب كرة القدم من إجمالي Rinus مايكلز، لعب 4-3-1-2 مع روي كوستا لاعب رئيسي. تيريم بنى ميلان عالية هجومية وعدوانية، ولكن خلال هذه الفترة ميلان معروفة لكونها ضعيفة في الخلف، وتلقت شباكه هدفا والرسم ضد فرق أقل. بعد النتائج المخيبة للآمال عدة، تم إنهاء التعاقد معه وجعل له ميلان الوظيفي فقط 5 أشهر الماضية.

## العودة إلى تركيا
في صيف عام 2002 عاد إلى غلطة سراي التركي. نظرا للمشاكل الداخلية داخل غلطة سراي التركي في الإدارة، والصعوبات المالية التي تواجه النادي، وفشل سياساته نقل، كان لديه الأداء المخيب للآمال. خسارته امام منافسه اللدود فنربخشة 6-0 في مناسبة واحدة. هذا أدى به إلى الاستقالة، وتأخذ استراحة له في إدارة الحياة الوظيفية في مارس 2004. في غضون ذلك مثل أندية انتر ميلان وروما حاول استمالة تيريم العودة إلى الدوري الإيطالي، ولكن دون نجاح. في صيف عام 2005، سئل تيريم لإدارة الفريق الوطني التركي، مرة أخرى، حيث قاد بنجاح تركيا إلى الدور نصف النهائي من كأس الأمم الأوروبية 2008 حيث خسرت أمام ألمانيا في نهاية المطاف. بعد وقت قصير من نجاح في كأس الأمم الأوروبية 2008، أوصى انه من السابق نيوكاسل يونايتد بوبي روبسون المدير الفني لنيوكاسل managerical الموقف، لكنه رفض هذا المنصب. بعد فترة مخيبة للآمال في التصفيات المؤهلة لنهائيات كأس العالم 2010، حيث تركيا فشلت في الاستفادة إلى التأهل الآلي أو مباراة فاصلة ل، تيريم استقال من هذا المنصب.

## مشواره في كأس الامم ألاوروبية 2008
تيريم وتركيا وطنه وأشاد الجانب باسم «ملوك العودة». تركيا بدأت مع هزيمة كأس الأمم الأوروبية 2008 في البرتغال. سويسرا وتركيا متأخرا في الشوط الثاني، تيريم في تغييرات تكتيكية كانت حافزا. تركيا ومضى لانتزاع الفوز في الدقيقة الثانية من الوقت المحتسب بدل الضائع. في النهائي الفائز يأخذ كل شيء لعبة فريق ضد الجمهورية التشيكية، والذين كانوا يركبون مريحة تؤدي الهدف الثاني، وتركيا صدمت العالم لكرة القدم عن طريق العودة وبتسجيله ثلاثة اهداف في ربع الساعة الأخير. خلال ربع النهائي مع كرواتيا، وكان تيريم صعوبة بالغة في العثور على الخيارات الهجومية، بعد أن تم تعليق العديد من المعاقين والجرحى
. كما بدا ان المباراة تتجه إلى ركلات الترجيح، تريم، وتركيا في حالة من الذهول عندما كرواتيا في الدقيقة 119th من الوقت الإضافي لشبه المؤكد أن يفوز بها. تيريم لم تسمح لاعبيه للتخلي عنها. تركيا مرة أخرى بطريقة ما تمكنت من هدف التعادل، وإرسال اللعبة إلى ركلات الترجيح. تركيا في وقت لاحق حصل تبادل لإطلاق النار وتقدم إلى الدور نصف النهائي. في النهاية خسرت أمام ألمانيا في نصف النهائي مع 13 لاعبا المتاحة، تيريم أنهى حملته في البطولة فيما سجل الإحصائية مدهشة—من أصل 490 دقيقة من اللعب في الوقت المقدر، وتركيا، إلا أن تؤدي إلى 13 منهم. تيريم الذي جرى تمديد العقد حتى عام 2012 في ختام البطولة، رغم تكهنات الثقيلة بان بإمكانه العودة إلى إيطاليا أو الذهاب إلى إنجلترا لإدارة على مستوى الاندية

## إخفاقه في تصفيات كأس العالم 2010
منذ خروجها من بطولة كأس الأمم الأوروبية في الدور نصف النهائي تيريم واصلت لإدارة المنتخب الوطني التركي، وبعد الكثير من التكهنات، وحاليا لم يهزم. في تصفيات كأس العالم 2010 المرحلة، فقد فاز 2، لفت 2 وخسر 2 مباريات، وترك لهم بفارق 4 نقاط عن صاحب المركز الثاني البوسنة والهرسك حتى نيسان / أبريل 2009. هذا وشهدت تركيا نقل ما يصل إلى موقف 10th في التصنيف العالمي للفيفا. يوم 11 أكتوبر 2009 أعلن استقالته من وظيفته، لعبة في 14 تشرين الأول 2009 هي اخر مباراة له في منصب رئيس مدرب منتخب تركيا لكرة القدم

## الإنجازات

### كلاعب
غلطة سراي
- كأس تركيا: 1975–76، 1981–82، 1984–85
- كأس السوبر التركي: 1982

### كمدرب
غلطة سراي
- الدوري التركي الممتاز (8): 1996–97، 1997–98، 1998–99، 1999–2000، 2011–12، 2012–13، 2017–18، 2018–19
- كأس تركيا (3): 1998–99، 1999–2000، 2018–19
- كأس السوبر التركي (4): 1997، 2012، 2013، 2019
- الدوري الأوروبي: 1999–2000

منتخب تركيا
- بطولة أمم أوروبا نصف نهائي: 2008[4][5][6]

## روابط خارجية
- فاتح تريم على موقع الاتحاد الدولي (مؤرشف)  (الإنجليزية)
- فاتح تريم على موقع الاتحاد الأوربي (الإنجليزية)
- فاتح تريم على موقع اتحاد تركيا (لاعب) (الإنجليزية)
- فاتح تريم على موقع اتحاد تركيا (مدرب) (الإنجليزية)
- فاتح تريم على موقع قاعدة بيانات كرة القدم.إي يو (الإنجليزية)
- فاتح تريم على موقع ناشيونال فوتبول تيمز (الإنجليزية)
- فاتح تريم على موقع عالم كرة القدم.نت (الإنجليزية)
- فاتح تريم على موقع كووورة